# Единая Европа (памятник)
Памятник «Единая Европа» (укр. Пам'ятник «Єдина Європа») — монумент в честь единой Европы, открытый 17 октября 2010 года, в Сквере Совета Европы на ул. Садовой города Николаева.
Открытие монумента состоялось благодаря украинскому политику Арсению Яценюку, который ещё в 2009 году, при открытии Сквера на 220-летие города Николаева, пообещал горожанам установить подобный монумент: «В таком красивом сквере не хватает только красивой скульптуры, которая бы символизировала Европу», — отметил тогда Арсений Яценюк.

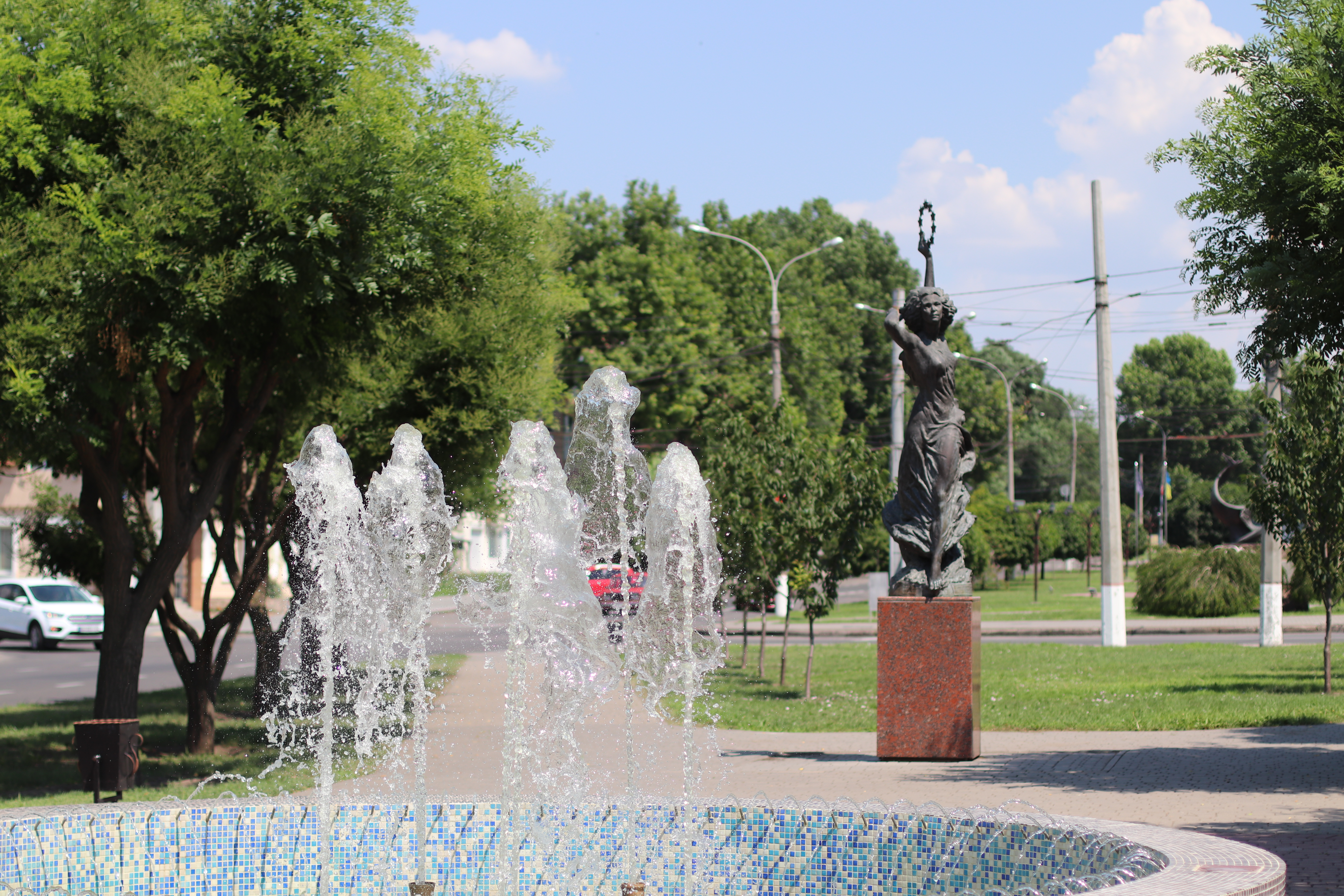

Авторы памятника — скульптор Владимир Цисарик в соавторстве с заслуженным художником Украины Сергеем Ивановым. Проект делался приблизительно два месяца, скульптура готовилась во Львове и была привезена в Николаев уже непосредственно перед установкой.
Во время торжественных мероприятий в ходе открытия памятника была отмечена необходимость помнить, что невзирая на политическую окраску, всех горожан объединяет то, что они — николаевцы, а украинцев и граждан других европейских государств — что они живут в Европе.

## Источник
- Володимир Цісарик. Пам’ятник “Єдина Європа”, місто Миколаїв. 2010 р.